# Бритай (заказник)
Брита́й — орнітологічний заказник місцевого значення в Україні. Розташований на території Барвінківського району Харківської області, при північній околиці села Нова Миколаївка. 
Площа 158 га. Статус присвоєно згідно з рішенням облвиконкому від 07.02.1992 року № 35. Перебуває у віданні: Новомиколаївська сільська рада. 
Статус присвоєно для збереження гідрофільного, лучного та степового орнітокомплексу з низкою рідкісних видів птахів, занесених до Європейського Червоного списку, Червоної книги України, Червоного списку Харківської області. Це місце зупинки для відпочинку та годівлі під час міграцій птахів водно-болотного комплексу. Тут траляються: гуска, лебідь, качка, лелека, деякі види пастушкових, чапля, мартин, крячок, кулик. 
Територія заказника охоплює частину правобережної заплавної тераси річки Бритай.